# 半節小金髮蘚
半節小金髮蘚（学名：Pogonatum subfuscatum）为土馬騣科小金髮蘚屬下的一个种。

## 扩展阅读
- 維基物種上的相關：半節小金髮蘚